# ウイルスキャリア
ウイルスキャリアとは、病原性のあるウイルスを体内（臓器や血液中）に持続的に所持していながら、（通常は）症状を呈さない健康な状態にあるヒトをいう。単にキャリアと呼ばれることも多い。キャリアとは「運ぶヒト」の意味である。

## 感染様式
キャリアの血液が血管に入ること、HTLV-11では生きた感染リンパ球が血液中にはいることが必要。針刺し事故の感染率はHBV（HBe抗原陽性例）で30%、HCVで3%。HIVで0.3%といわれる。HIVについては性的感染が主体で、感染者との性交200回で感染する。だが、性病で粘膜が損傷している場合や脆弱な肛門粘膜を使用した場合はずっと高い（10-50%）。

## 種類
B型肝炎ウイルスは典型的で、母子感染により免疫の未発達な新生児期に感染するため、免疫機構によって排除されず、肝臓細胞に潜在する。C型肝炎ウイルスは成人期の水平感染であっても、免疫機構に排除されずいつくことが多い。また、ヒト免疫不全ウイルスは感染から5-20年にわたって無症候でこの時代をキャリアとよぶ。HTLV-1（ヒト成人白血病ウイルス）では、数十年の潜伏期を経て5%がATLを発症する。

## 予防
HBVでは母子感染遮断のため、キャリアの子にワクチン並びに免疫グロブリンを投与する。HCVでは不潔な静脈注射などをしないこと。HIVではセーフセックスが重要。HTLV-1ではキャリアの母乳を投与しない、もしくは冷凍解凍してリンパ球を殺してから飲ませる。